# Levasseur PL.4
Il Levasseur PL.4 fu un aereo da ricognizione imbarcato monomotore, biplano e triposto, sviluppato dall'azienda aeronautica francese Sociéte Pierre Levasseur Aéronautique negli anni venti.
Caratterizzati dalla fusoliera a tenuta stagna tipo avion marin, gli esemplari realizzati vennero utilizzati dall'Aéronautique navale, la componente aerea della Marine nationale francese, principalmente come equipaggiamento della portaerei Béarn rimanendo operativi fino all'inizio della seconda guerra mondiale.

## Storia del progetto
Nel 1926 l'ingegnere Pierre Levasseur, proprietario oltre che capo progettista dell'azienda che portava il suo nome, decise di avviare lo sviluppo di un nuovo modello di aereo destinato al mercato dell'aviazione militare. Basandosi sull'esperienza del precedente Levasseur PL.3, destinato allo stesso ruolo ma rimasto allo stadio di prototipo, il nuovo modello, indicato dall'azienda come PL.4, conservava la stessa fusoliera di tipo avion marin, un particolare tipo di fusoliera a scafo destinata ad aerei che operavano da terra e che doveva garantire il galleggiamento in caso di ammaraggio di emergenza, ma intervenendo in modo radicale sulla velatura. Medesimo era anche il propulsore scelto, un Lorraine 12 Eb, 12 cilindri a W raffreddato a liquido in grado di erogare una potenza pari a 450 hp (336 kW).
Tra le altre particolarità del modello, pensate per ridurre al minimo i danni del velivolo e dell'equipaggio in caso di malfunzionamento in operazioni su superfici acquatiche, vi erano la possibilità di sganciare il carrello d'atterraggio e di bloccare l'elica in posizione orizzontale.
Dopo le prove di volo ufficiali il governo francese emise un ordine di fornitura e ne fu avviata la produzione in una trentina di esemplari costruiti nel 1928 più altri 9 montati durante l'anno successivo.

## Impiego operativo
Il modello venne assegnato alle squadriglie 7R1 e 7B2 dislocate sulla portaerei Béarn e poi alla squadriglia 7S1 ed utilizzato come addestratore al siluramento. Il PL.4, giudicato dai suoi equipaggi come affidabile e facile da pilotare, rimase in prima linea almeno fino ai primi anni trenta per finire la carriera nella Base Aérienne d'Hyères-le Palyvestre.

## Utilizzatori
Francia
- Aéronautique navale

### Annotazioni
1. ↑  La bibliografia nelle varie lingue non concorda, per la mancanza di una rigida convenzione di designazione richiesta dalle forze armate francesi, nella designazione del modello, PL.4 prevalente in quella in lingua inglese, PL-4 o PL 4 in francese.

### Fonti
1. 1 2 3  Aerei da guerra 1993, Levasseur PL 4.

### Pubblicazioni
- Levasseur PL 4, in Aerei da guerra, Ginevra - Novara, Edito Service S.A. - Istituto Geografico De Agostini, 1993.
- (EN) Levasseur (PDF), in The Paris Air Show 1926, Flight, 936 (No. 48, Vol. XVIII.), Reed Business Information Ltd., 2 dicembre 1926,  p. 781.